# Saint-Germain-du-Puy

Saint-Germain-du-Puy este o comună în departamentul Cher, Franța. În 1 ianuarie 2022 avea o populație de 4.852 de locuitori.